# Sojuz 26
Sojuz 26 (ryska: Союз-26) var en flygning i det sovjetiska rymdprogrammet. Flygningen gick till den sovjetiska rymdstationen Saljut 6. Farkosten sköts upp med en Sojuz-raket från Kosmodromen i Bajkonur, den 10 december 1977. Den dockade med rymdstationen den 11 december 1977. Farkosten lämnade rymdstationen den 16 januari 1978. Några timmar senare återinträdde den i jordens atmosfär och landade i Sovjetunionen.
Under flygningen genomfördes den första dockningen med tre farkoster, Sojuz 26 - Saljut 6 - Sojuz 27.